# Cantieri A.Mostes
I Cantieri A.Mostes, a volte indicati semplicemente come Mostes, sono un cantiere nautico con sede a Lezzeno sul lago di Como.
Vennero fondati nel 1913 dai fratelli Alessandro ed Enrico Mostes che diedero una forma imprenditoriale all'attività artigianale già avviata dal padre Luigi a Faggeto Lario e presso cui avevano fatto gavetta. L'anno successivo i due fratelli si divisero l'azienda e ciascuno appose la propria iniziale nel nome: fu così che l'azienda assunse la denominazione attuale.
Nei primi anni la produzione affiancava alle tipiche imbarcazioni del lago lariano (comballi, gondole lariane, lucie) anche quella di dinghy.
Nel 1925 i cantieri iniziarono a diversificare la produzione varando il primo traghetto del lago di Como che collegava Bellagio a Cadenabbia. Si trattava di una chiatta in legno con un carico utile di 15 tonnellate con motore Isotta Fraschini: il traghetto inizialmente battezzato Mussolini fu poi rinominato Bellagio a seguito di un incidente in cui andò persa la vettura di Alfonso Archi, vescovo di Como.
La guida della società passò negli anni trenta a Luigi, figlio di Alessandro, e quindi negli anni sessanta ad Alessandro, figlio di Luigi e omonimo del nonno fondatore. Con lui i cantieri avviarono la produzione di motoscafi dapprima a fondo piatto in mogano e successivamente con carenatura a V in compensato marino. Negli anni settanta, con l'avvento della vetroresina, Alessandro affiancò alla produzione dei motoscafi da diporto quella di motoscafi per competizioni sportive.
La produzione risultò di ottimo livello e i suoi mezzi furono utilizzati nell'arco di un ventennio come traino da numerosi campioni dello sci nautico quali: Bill Rixon, Stefano Gregorio, Enrico Guggiari, Miriam Guggiari e Carlo Cassa. La passione per la velocità spinse lo stesso Alessandro ad essere pilota dei suoi mezzi e fu alla guida del traino in occasione della vittoria del titolo europeo di Bill Rixon nel 1976, mentre per la vittoria mondiale di Stefano Gregorio nel 1995, che costituì l'apogeo della storia sportiva dei cantieri, la guida dello scafo Mostes venne affidata a Germano Furlan.
Tra gli anni ottanta e novanta le sorti dell'azienda passarono a Massimo e Stefano, figli di Alessandro, che orientarono la produzione su motoscafi da diporto di alta gamma.